# Lewisi sakkfigurák

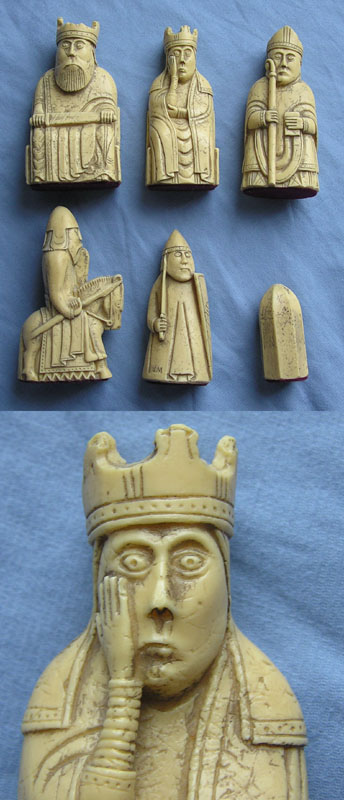
Néhány a lewisi figurákból: fent király, királynő és futó, középen huszár, bástya és gyalog, lent királynő közelről. (Gyanta másolatok.

A lewisi sakkfigurák vagy uigi sakkfigurák (megtalálási helyükről) egyike a néhány teljes középkori sakk-készletnek, amely máig fennmaradt. A 12. században készült készletet 1831-ben találták egy homokparton a külső-hebridáki Lewis-sziget nyugati partján, az Uig-öbölnél. 
Jelenleg kisebb részüket az edinburghi Royal Museumban, a nagyobb részt a londoni British Museumban állítják ki. (Elhelyezésükről 2007-ben heves vita keletkezett, mert a skótok saját területükön szeretnék látni a középkori figurákat.)

## Történetük és leírásuk

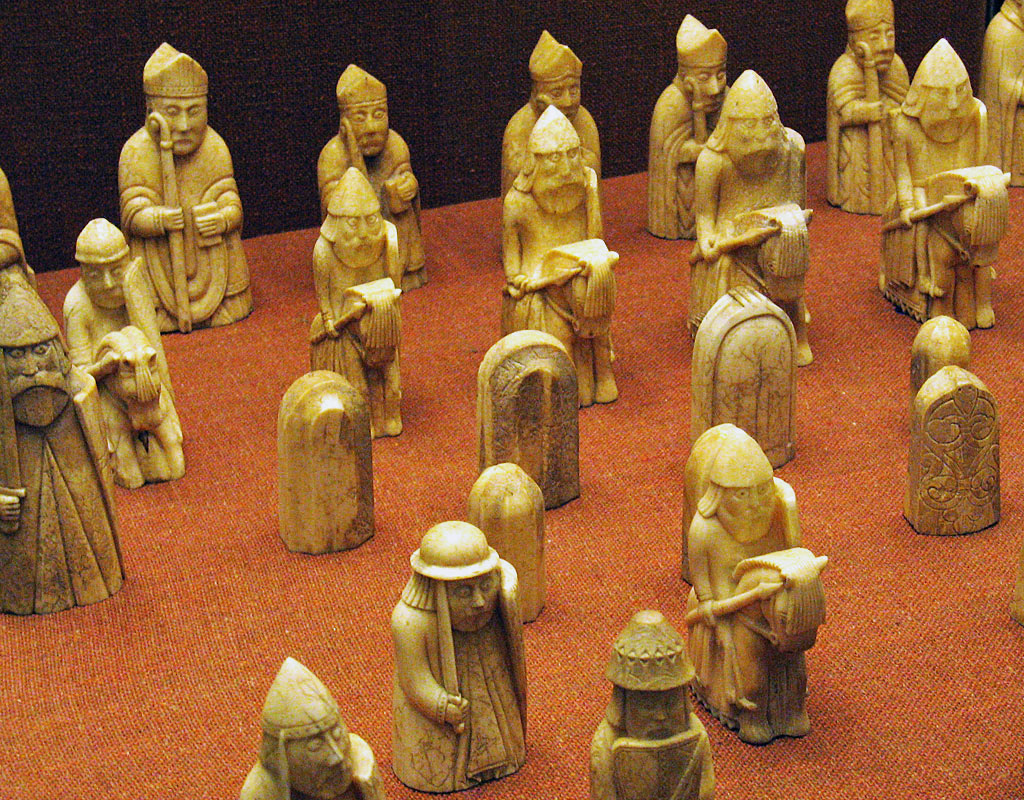
Lewis-sakkfigurák egy csoportja a British Museumban

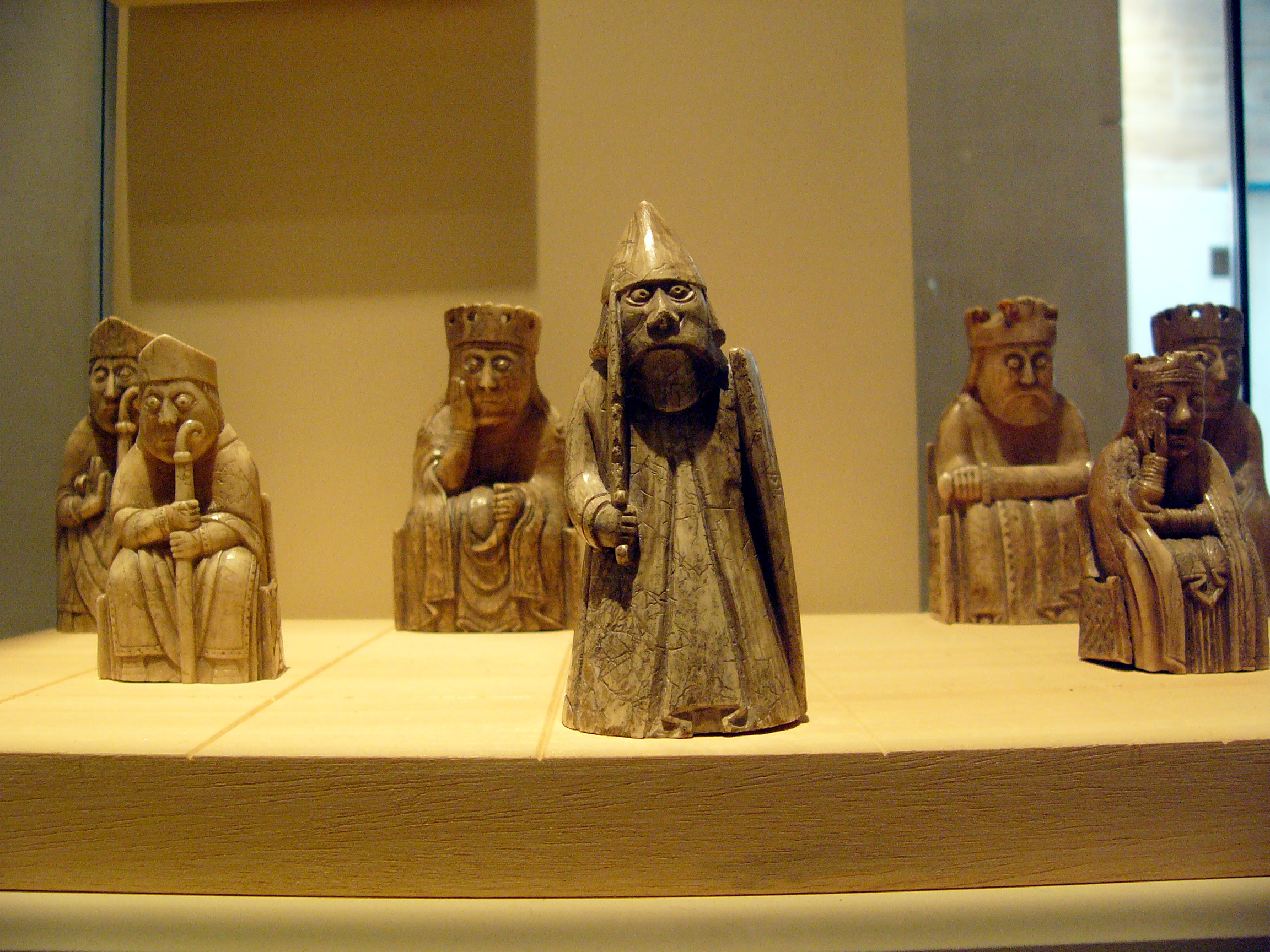
A Museum of Scotland figurái

A figurák valószínűleg Norvégiában készültek a 12. század folyamán, és talán Trondheimban, ahol találtak hasonló figurákat. Ebben az időszakban a Külső-Hebridák és a jelenlegi fontosabb skót szigetcsoportok Norvégia uralma alatt állottak. 
Csaknem valamennyi bábu rozmár agyarból készült, néhány bálnafogból. A 92 fennmaradt figura talán négy, vagy öt készletből való. Biztosan nem lehet megállapítani, közülük melyek tartoztak egybe, mivel nem azonos méretekre készültek, így azt sem lehet tudni, valóban össze lehetne-e állítani belőlük egy eredeti készletet. Az azonban biztos, hogy minden egyes fajta sakkfigurából többet is tartalmaz a csoport: 8 királyt, 8 királynőt, 16 futót, 15 huszárt, 12 bástyát és 19 gyalogot.
Valamennyi figura emberalakot mintáz, kivéve a gyalogokat, amelyek sírkövekhez hasonlítanak. A huszárok aránytalanul kicsi lovakon ülnek, lándzsát és pajzsot tartva. Valamennyi figura kifejezetten mogorva arcot vág, kivéve három bástyát, akik inkább dühödtnek néznek ki. Néhány figurán vörös festék nyomait találták, ami arra utal, hogy készítésük idején - legalábbis e készletek készítői - a két harcban álló felet vörössel és fehérrel jelölték, nem fehérrel és feketével, mint általában ma.

## Felfedezésük
A figurákat 1831-ben fedezték fel egy homokágyban a Lewis-sziget nyugati partján, az Uig-öbölnél. A szigetre érkezésükről több ellenőrizhetetlen hitelű történet terjedt el.